# Stenotarsus hilaris
Stenotarsus hilaris es una especie de coleóptero de la familia Endomychidae.

## Distribución geográfica
Habita en Assam (India).